# Badminton nos Jogos Sul-Asiáticos de 2006
As competições de badminton nos Jogos Sul-Asiáticos de 2006 ocorreram entre 16 e 22 de agosto. Sete torneios foram disputados.

## Calendário
| Agosto    | 14 | 16 | 17 | 18 | 19 | 20 | 21 | 22 | 23 | 24 | 25 | 26 | 27 | 28 | Finais |
| --------- | -- | -- | -- | -- | -- | -- | -- | -- | -- | -- | -- | -- | -- | -- | ------ |
| Badminton |    |    |    | 5  |    |    |    | 2  |    |    |    |    |    |    | 7      |

## Quadro de medalhas
| Ordem | País      | Medalha de ouro | Medalha de prata | Medalha de bronze |    |
| ----- | --------- | --------------- | ---------------- | ----------------- | -- |
| 1     | Índia     | 7               | 4                | 1                 | 12 |
| 2     | Sri Lanka |                 | 3                | 4                 | 7  |
| 3     | Paquistão |                 |                  | 6                 | 6  |
| 4     | Nepal     |                 |                  | 3                 | 3  |
| TOTAL | TOTAL     | 7               | 7                | 14                | 28 |

## Medalhistas
| Evento             | Ouro                                                  | Prata                                               | Bronze |
| Simples feminino   | IND Índia Trupti Murgunde                             | IND Índia B R Meenakshi                             | SRI Sri Lanka H R Chandrika de Silva NEP Nepal Sumina Shrestha                                                 |
| Simples masculino  | IND Índia B Chetan Anand                              | IND Índia Nikhil Kanetkar                           | PAK Paquistão Zeeshan Umar PAK Paquistão Wajid Ali Choudhry                                                    |
| Duplas femininas   | Gutta Jwala Sarath Kurien IND Índia                   | Balan Aparna B R Meenakshi IND Índia                | H R Chandrika de Silva Thilini Jayasinghe SRI Sri Lanka M D Nadeesha Gayanthi Rasangi Ranathunga SRI Sri Lanka |
| Duplas masculinas  | Rupesh Kumar Thazhatheveettil Sanjev Thomas IND Índia | Duminda Jayakodi Thushara Edirisinghe SRI Sri Lanka | Muhammad Atique Rizwan Azam PAK Paquistão Jishnu Sanyal Akshay Dewalkar IND Índia                              |
| Duplas mistas      | Diju Valiya Veetil Gutta Jwala IND Índia              | Thomas Kurian Balan Aparna IND Índia                | Thushara Edirisinghe H R Chandrika de Silva SRI Sri Lanka Waqas Ahmad Saima Manzoor PAK Paquistão              |
| Equipes femininas  | IND Índia                                             | SRI Sri Lanka                                       | PAK Paquistão NEP Nepal                                                                                        |
| Equipes masculinas | IND Índia                                             | SRI Sri Lanka                                       | PAK Paquistão NEP Nepal                                                                                        |